# Síntesis de indoles de Larock

Sintesís de indoles de Larock

La síntesis de indoles de Larock es un método de síntesis orgánica heterocíclica para obtener indoles a partir de o-yodo-anilinas y un alquino disustituído.

Los rendimientos óptimos se logran añadiendo un exceso estequiométrico del alquino y utilizando carbonato de paladio y cloruro de litio en medio básico como catalizador. La reacción procede con anilinas y alquinos sustituidos.
En cuanto a la regioselectividad en el caso de partir de un alquino interno, el grupo R con más impedimento estérico favorece la reacción en el otro carbono.